# Tatar (mad)
 For alternative betydninger, se Tatar. (Se også artikler, som begynder med Tatar)
Tatar er skrabet råt oksekød. Retten er opkaldt efter det tyrkisk-talende folk, tatarerne. På fransk staver man tatar med et ekstra r – altså 'tartar(e)', hvis ordet refererer til 'steak tartare' eller 'sauce tartare', mens det er uden det ekstra r, hvis man taler om folkestammen.